# Seiichi Hatano
 (mai 2021).
Seiichi Hatano (波多野 精一, Hatano Seiichi), né le 21 juillet 1877, décédé le 17 janvier 1950, est un philosophe japonais, surtout connu pour ses travaux relatifs à la philosophie de la religion, traitant principalement des religions orientales mais aussi des pensées philosophiques occidentales dans les aspects théologiques du christianisme.

## Biographie
Hatano, né à Matsumoto, dans la préfecture de Nagano, suit des études à l'université impériale de Tokyo, dont il est diplômé en 1899. 
Par la suite, Hatano devient le premier à enseigner l'histoire de la philosophie occidentale à Tokyo Semmon Gakko (aujourd’hui l’université Waseda). Il joue un rôle primoridal dans la promotion de l'étude de la philosophie et des religions occidentales au Japon, que ce soit à travers son enseignement ou par ses écrits. Parmi ceux-ci figurent An Outline of the History of Western Philosophy (1897), The Origins of Christianity (1909) et A Study of Spinoza (1904–1905). Le dernier d'entre eux est à l'origine écrit en allemand et n'est traduit en japonais qu'en 1910. Il est reproduit[Quoi ?] après la Seconde Guerre mondiale.
Hatano s'oppose à l'approche positiviste de la religion, faisant valoir que si la rationalité accompagne les croyances religieuses, il dépend d'une forme autonome d'expérience de découvrir au moins une vérité partielle[pas clair].
Hatano meurt à Tokyo à l'âge de soixante-douze ans.